# Binetto
Binetto is een gemeente in de Italiaanse provincie Bari (regio Apulië) en telt 1993 inwoners (31-12-2004). De oppervlakte bedraagt 17,6 km², de bevolkingsdichtheid is 113 inwoners per km².

## Demografie
Binetto telt ongeveer 833 huishoudens. Het aantal inwoners steeg in de periode 1991-2001 met 18,7% volgens cijfers uit de tienjaarlijkse volkstellingen van ISTAT.
| Jaar | Inwoneraantal |
| ---- | ------------- |
| 1991 | 1629          |
| 2001 | 1934          |

## Geografie
Binetto grenst aan de volgende gemeenten: Bitetto, Bitonto, Grumo Appula, Palo del Colle, Sannicandro di Bari, Toritto.
Acquaviva delle Fonti · Adelfia · Alberobello · Altamura · Bari · Binetto · Bitetto · Bitonto · Bitritto · Capurso · Casamassima · Cassano delle Murge · Castellana Grotte · Cellamare · Conversano · Corato · Gioia del Colle · Giovinazzo · Gravina in Puglia · Grumo Appula · Locorotondo · Modugno · Mola di Bari · Molfetta · Monopoli · Noci · Noicàttaro · Palo del Colle · Poggiorsini · Polignano a Mare · Putignano · Rutigliano · Ruvo di Puglia · Sammichele di Bari · Sannicandro di Bari · Santeramo in Colle · Terlizzi · Toritto · Triggiano · Turi · Valenzano
1. ↑  https://demo.istat.it/?l=it.